# Weiße Dame

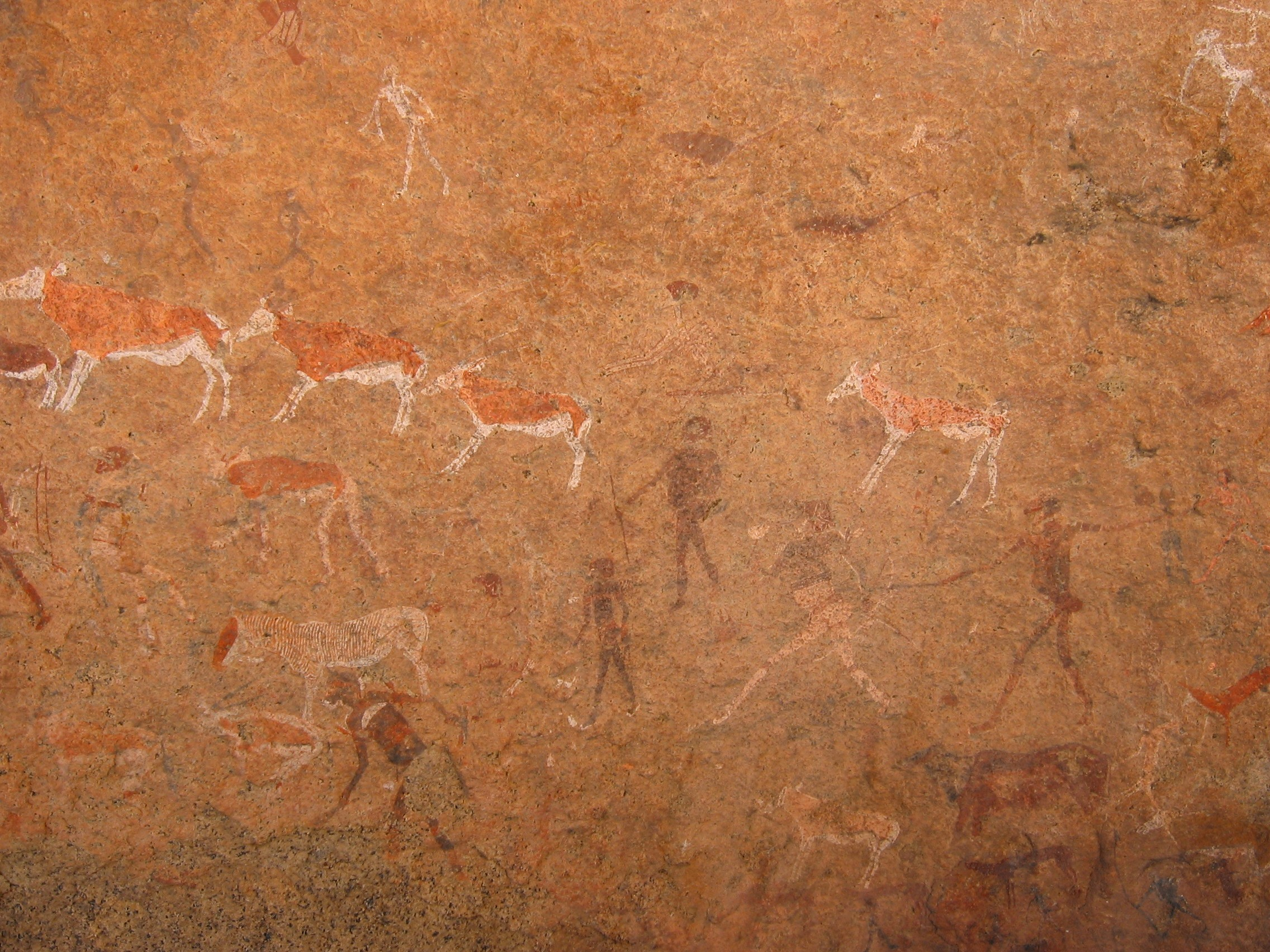
Felsmalereien mit Weißer Dame

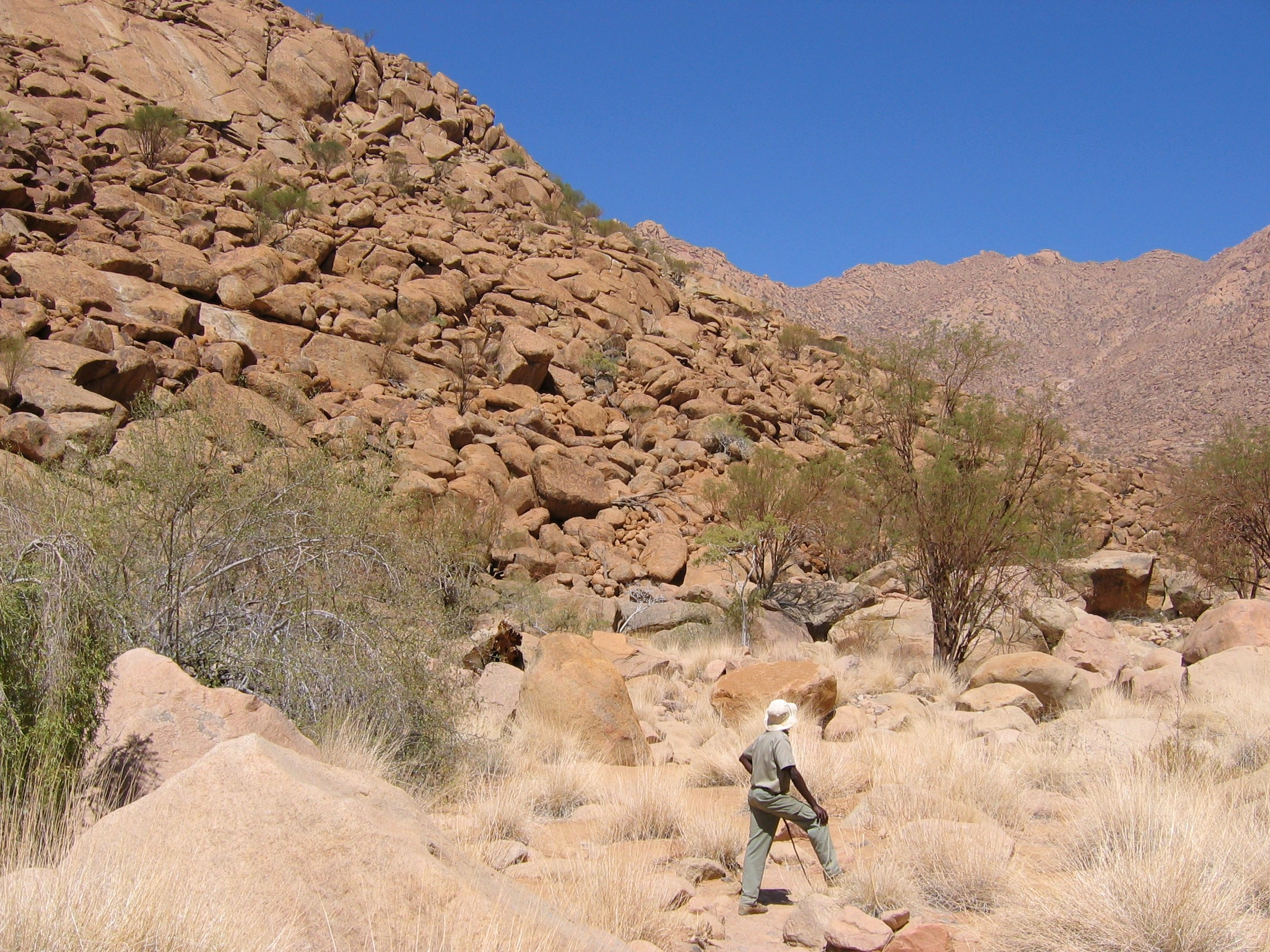
Pfad zur weißen Dame in der Tsisab-Schlucht

Die Weiße Dame (englisch White Lady) ist eine Felsmalerei in der Tsisab-Schlucht des Brandbergmassivs in Namibia. Sie ist Bestandteil des Nationaldenkmals Brandbergmassiv.
Die Figur ist etwa 40 Zentimeter hoch und 29 Zentimeter breit. Sie wurde am 4. Januar 1918 durch den deutschen Geologen und Forschungsreisenden Reinhard Maack (1892–1969) entdeckt. Er interpretierte sie richtig, wie man heute vermutet, als Krieger, maß ihr aber keine große Bedeutung bei, wodurch sie wieder in Vergessenheit geriet. 1955 wurde sie von dem französischen Priester und Prähistoriker Henri Breuil (1877–1961) begeistert als weiße Dame beschrieben, da dieser einen Vergleich mit griechischen Darstellungen auf Kreta zog, wie sie z. B. im Palast von Knossos zu finden sind. Trotz fehlender weiblicher Formen schloss er aufgrund der Körperhaltung und dem Gegenstand (Gefäß oder Lotusblume) in den Händen der Figur darauf, dass es sich um eine Frau handeln müsse. Heute geht man davon aus, dass es sich bei den Gegenständen um Jagdausrüstung handelt und die Figur einen zwar verblichenen aber dennoch sichtbaren Penis aufweist. Sie dürfte daher einen Krieger oder Schamanen darstellen. Die Bezeichnung „Weiße Dame“ wurde aber bis heute beibehalten.
Neben der Abbildung sind zahlreiche weitere Jäger mit Speeren oder Bögen zu sehen.
Diese sind umgeben vom typischen Jagdwild wie z. B. Oryxantilopen und Zebras. Das Alter dieser Zeichnungen wird auf zwei- bis viertausend Jahre geschätzt. Ob es sich dabei nur um Jagdszenen zum Beschwören des Jagdglücks handelt oder um Trancetänze von Schamanen, die mit Hilfe von Geistern in Tiergestalt heilen, ist nicht geklärt.
Durch den Massentourismus wurden viele der Malereien überschmiert und zerstört. Auch von der Weißen Dame sind nur noch vage Überreste erhalten, weshalb sie zwischenzeitlich durch Gitter geschützt wurde. Um weiteren Vandalismus zu verhindern, muss für die eineinhalb- bis zweistündige Wanderung ein lizenzierter Führer des Brandberg Community Tourist Project genommen werden. Da der Schutz nun durch die Führer gewährleistet wird, wurden die Gitter durch eine die Sicht weniger beeinträchtigende Absperrung ersetzt.